# 伊薩克森山
伊薩克森山是南極洲的山峰，位於貝格森山東南面6.4公里，屬於南龍達訥山脈的一部分，該山峰以挪威的將軍命名，現時受南極條約體系管理。
72°11′S 26°15′E / 72.183°S 26.250°E